# Landskampen (TV-program)
Landskampen eller Sverige mot Norge är ett TV-program på norsk och svensk-TV. I programmet tävlar svenska och norska sportstjärnor mot varandra. Lagen tävlar i bland annat grenar som dragkamp, längdskidor, kälken, skicross, stockarna, isklättring, slalom, vattenhinderbana, shorttrack, längdsprint, laghinderbana, skidskytte, flaggspelet och skicross. 
I första säsongen var Hallvard Flatland och Marte Kaasa Arntsen programledare för den norska versionen och för den svenska versionen var det Renée Nyberg och Ola Wenström. Säsong 1 sändes 2011 på norska och svenska TV3. Inför andra säsongen bytte programmet namn till "Sverige mot Norge" i Sverige men behöll namnet Landskampen i Norge. Den andra säsongen sändes 2019 på TV2 Norge och 2020 på TV4 och programleddes av Øyvind Mund. Tredje säsongen sändes även den på TV2 Norge och TV4 och sändes 2020 på TV2 Norge och 2021 på TV4. Säsong 3 programleddes av Petter Northug och Gunde Svan.
Säsong 1 och 2 vanns av [Norge]. Den tredje säsongen vanns av Sverige.

## Medverkade

### Säsong 1

#### Sverige
- Fredrik Nyberg
- Jon Olsson
- Magdalena Forsberg
- Per Elofsson
- Pernilla Wiberg
- Peter Forsberg
- Thobias Fredriksson
- Thomas Wassberg
- Tomas Gustafson
- Torgny Mogren
- Ylva Nowén

#### Norge
- Andrine Flemmen
- Bjarte Engen Vik
- Bjørn Dæhlie
- Brit Pettersen Tofte
- Daniel Franck
- Espen Knutsen
- Finn Christian Jagge
- Hans Petter Buraas
- Hilde G. Pedersen
- Ole Kristian Furuseth
- Tommy Ingebrigtsen

### Säsong 2

#### Sverige
- Charlotte Kalla
- Calle Halfvarsson
- Sebastian Samuelsson
- Hanna Öberg

#### Norge
- Petter Northug
- Therese Johaug
- Emil Iversen
- Tiril Eckhoff

### Säsong 3

#### Sverige
- Frida Karlsson
- Anna Jönsson Haag
- Emil Jönsson Haag
- Teodor Peterson

#### Norge
- Marit Bjørgen
- Ingrid Landmark Tandrevold
- Martin Johnsrud Sundby
- Tarjei Bø

### Säsong 4

#### Sverige
- Magdalena Forsberg
- Stina Nilsson
- Anders Södergren
- Marcus Hellner
- Elvira Öberg
- Martin Ponsilouma

#### Norge
- Tora Berger
- Astrid Jacobsen
- Johannes Thingnes Bø
- Thomas Alsgaard